# Поксвирусы
Поксви́русы или вирусы оспы (лат. Poxviridae, от англ. pox — оспа + вирусы) — семейство вирусов животных, объединяющее самые крупные ДНК-содержащие вирусы, вирионы которых имеют кирпичеобразную или овоидную форму; включает виды, патогенные для человека, например, возбудителей оспы, пустулезного дерматита.
Геном, представленный двунитчатой линейной гантелеобразной формы ДНК, покрыт двухслойным капсидом, между слоями которого находятся боковые тела. Поверх нуклеокапсида расположена двухслойная липопротеидная оболочка с воронкообразными фибрами.

## Репродукция вируса
Поксвирусы обладают наиболее сложным репродуктивным циклом, при этом синтезируется более 100 различных белков, входящих в состав вирионов (большинство образует наружную оболочку). Репродукция поксвирусов характеризуется следующими особенностями.
- Транскрипция ДНК начинается до полной депротеинизации вируса, так как она полностью осуществляется белками, имеющимися в вирионе.
- Репликация происходит только в цитоплазме и полностью независима от клеточных полимераз, так как, в отличие от прочих вирусов, поксвирусы имеют собственную ДНК-зависимую РНК-полимеразу, которая обеспечивает транскрипцию генов репликации в течение ранней и средней стадий.

В репродуктивном цикле выделяют три стадии:
- Ранняя стадия репродукции поксвирусов запускается сразу же после раздевания вируса и выхода вирусной ДНК в цитоплазму. На этой стадии за счёт РНК-полимеразы вириона транскрибируются гены, необходимые для репликации генома.
- На средней стадии транскрибируется примерно половина вирусной ДНК. Транслируются мРНК, синтезированные в раннюю стадию. Транскрибируются средние гены.
- Поздняя стадия репродукции поксвирусов совпадает с началом репликации ДНК. Регуляторные белки блокируют трансляцию ранней мРНК и запускают синтез поздних (структурных) белков. Сборка вирионов осуществляется только в цитоплазме посредством реакций мембранного синтеза. Упаковка генома в вирион идёт с затратой АТФ. Высвобождение зрелых популяций сопровождается лизисом клетки.

## Классификация
По данным Международного комитета по таксономии вирусов (ICTV), на январь 2020 года в семейство включают 2 подсемейства с 11 и 3 родами соответственно:
- Подсемейство Chordopoxvirinae — Вирусы оспы позвоночных[2]
  - Род Avipoxvirus — Авипоксвирусы[3] (10 видов, вирусы оспы птиц)
  - Род Capripoxvirus — Каприпоксвирусы[3] (3 вида)
    - Goatpox virus — Вирус оспы коз[6]
    - Lumpy skin disease virus — Вирус кожной бугорчатки[3]
    - Sheeppox virus — Вирус оспы овец[3][6] — типовой вид рода

  - Род Centapoxvirus (1 вид)
  - Род Cervidpoxvirus (1 вид)
  - Род Crocodylidpoxvirus (1 вид)
  - Род Leporipoxvirus — Лепорипоксвирусы[3] (4 вида)
    - Myxoma virus — Вирус миксомы кроликов[3] — типовой вид рода

  - Род Molluscipoxvirus — Моллюсципоксвирусы[3]
    - Molluscum contagiosum virus — Вирус контагиозного моллюска[2][3]

  - Род Orthopoxvirus — Ортопоксвирусы[3] (10 видов)
    - Cowpox virus — Вирус оспы крупного рогатого скота[3] или вирус коровьей оспы[7]
    - Monkeypox virus — Вирус оспы обезьян[2][6][7]
    - Vaccinia virus — Вирус осповакцины[7] — типовой вид рода
    - Variola virus — Вирус натуральной оспы

  - Род Parapoxvirus — Парапоксвирусы[3] (4 вида)
    - Orf virus — Вирус Орф[2] — типовой вид рода

  - Род Suipoxvirus — Суипоксвирусы[3]
    - Swinepox virus — Вирус оспы свиней[3]

  - Род Yatapoxvirus — Ятапоксвирусы[3] (2 вида)
    - Tanapox virus — Танапоксвирус человека[2] или вирус оспы Тана[2][3]
    - Yaba monkey tumor virus — Вирус опухолей обезьян Яба[3] — типовой вид рода

  - Виды incertae sedis (2 вида)
- Подсемейство Entomopoxvirinae — Вирусы оспы насекомых[2]
  - Род Alphaentomopoxvirus (7 видов)
  - Род Betaentomopoxvirus (16 видов)
  - Род Gammaentomopoxvirus (6 видов)
  - Виды incertae sedis (2 вида)